# Taenaris versteego
Taenaris versteego är en fjärilsart som beskrevs av Van Eecke 1915. Taenaris versteego ingår i släktet Taenaris och familjen praktfjärilar. Inga underarter finns listade i Catalogue of Life.